# Otologi
Otologi, tidigare även otiatri, är läran om örat och dess sjukdomar. Ämnet behandlas numera oftast inom otorhinolaryngologin.